# Лаутала, Мартти
Мартти Лаутала (фин. Martti Lautala; 11 ноября 1928 — 5 ноября 2016) — финский лыжник, призёр чемпионата мира.

## Карьера
На чемпионате мира 1954 года в Фалуне завоевал бронзовую медаль в гонке на 30 км, лишь 1 секунду уступив в борьбе за серебро своему соотечественнику Вейкко Хакулинену, кроме того был 7-м в гонке на 50 км. Других значимых достижений на международном уровне не имеет, в Олимпийских играх никогда не участвовал.
В чемпионатах Финляндии побеждал на юниорском (в 1946 году) и молодёжном (в 1948 году) уровнях, среди взрослых был третьим в гонке на 50 км в 1956 году.